# 黒田エイミ
黒田 エイミ（くろだ エイミ、1988年5月14日 - ）は、日本の女性ファッションモデル。埼玉県出身。エイジアクロス所属。

## 人物
父親は日本人で母親はイギリス人。弟がいる。
14歳でモデルデビュー。
2017年7月にヘアスタイリストの道下大と結婚。2018年1月に第1子男児を出産。

## 出演

### テレビ
- 週末のシンデレラ 世界!弾丸トラベラー（日本テレビ、2011年12月3日・2011年12月10日）
- Model≒Girl 黒田エイミ（フジテレビ、2012年5月19日）
- BeauTV〜VoCE （テレビ朝日、2014年4月4日 - 2016年3月25日/ BS朝日、2014年4月5日 - 2016年3月26日） - MC
- アナザースカイ（日本テレビ、2016年8月26日）

### 雑誌
講談社
- GLAMOROUS
- FRaU
- VoCE

集英社
- MAQUIA
- SPUR
- BAILA

小学館
- 美的
- Oggi

宝島社
- InRed
- sweet
- SPRiNG

ハースト婦人画報社
- 25ans
- ELLE

その他
- GINGER
- Numéro TOKYO
- WWD JAPAN
- commons&sense
- Figue
- NYLON JAPAN
- anan
- Shel'tter
- 大人Look!s
- CLASSY.
- MISS / MISS plus+
- ar
- 装苑
- Gina
- PRESIDENT WOMAN

### CM・広告
- moussy
- アディダス中国
- g.u.-広告
- TOYOTAVits
- 資生堂dプログラム
- 森永乳業 濃密ギリシャヨーグルト PARTHENO（2015年）[5]
- ガスト

### 写真集
- 月刊 黒田エイミ（2010年5月14日、新潮社、撮影：沢渡朔）ISBN 978-4107902177